# فيلا ماكافوي
فيلا ماكافوي (بالإنجليزية: Fella Makafui)‏، (20 أغسطس 1995- ) مُمثلة غانية.